# 박홍균
박홍균(1970년 9월 23일 ~ )은 MBC 드라마본부의 프로듀서였으며, 현재 스튜디오드래곤 소속 프로듀서이다. 2002년 MBC 베스트극장 《신촌에서 유턴하다》로 데뷔했다.

## 학력
- 서울대학교 신문방송학과 학사

## 경력
- MBC 드라마본부 프로듀서
- MBC 드라마본부 부장
- 2015년 11월 : MBC 드라마본부 드라마해외제작부장
- 2016년 3월 : MBC 드라마본부 드라마해외제작부장
- 2017년 : tvN 프로듀서
- 스튜디오드래곤 프로듀서
- 스튜디오플렉스 프로듀서

## 연출 작품
| 연도      | 제목              | 방송사 | 극본           | 공동 연출              |
| --------- | ----------------- | ------ | -------------- | ---------------------- |
| 2002      | 신촌에서 유턴하다 | MBC    | 류성희         | -                      |
| 2003      | 지고는 못살아     | MBC    | 박연선         | -                      |
| 2003      | 올 댓 라면        | MBC    | 조인란         | -                      |
| 2003      | 장모는 무서워     | MBC    | 여은희         | -                      |
| 2003      | 아르곤            | MBC    | 류성희         | -                      |
| 2004      | 영웅시대          | MBC    | 이환경         | 소원영, 김진민         |
| 2006      | 얼마나 좋길래     | MBC    | 소현경         | 김경희                 |
| 2007      | 뉴하트            | MBC    | 황은경         | 이민우                 |
| 2009      | 선덕여왕          | MBC    | 김영현, 박상연 | 김근홍                 |
| 2011      | 최고의 사랑       | MBC    | 홍정은, 홍미란 | 이동윤                 |
| 2015      | 맨도롱또똣        | MBC    | 홍정은, 홍미란 | 김희원                 |
| 2017-2018 | 화유기            | tvN    | 홍정은, 홍미란 | 김슬아, 김정현, 김병수 |